# Chrysler TV-8
Le TV-8 est un concept de char moyen amphibie conçu par Chrysler au milieu des années 1950. Le TV-8 avait la particularité d'avoir une imposante tourelle de forme ovoïde montée sur un châssis chenillé plus petit. Ce concept ne fut pas retenu par le Pentagone.

## Histoire
Le TV-8 fut présenté par Chrysler au Ordnance Tank Automotive Command (OTC) lors des réunions du 17 et 18 mai 1955 au Pentagone dans le cadre du projet ASTRON. 
Après examen, l'OTC émit comme conclusion que le concept du char TV-8 ne présentait pas suffisamment d'avantages par rapport à un char moyen conventionnel pour poursuivre son développement. Le rapport de la réunion de l'OTC du 23 avril 1956 met un terme au programme ASTRON mais retient les différentes solution techniques envisagées par les concepts de Continental Motors, General Motors et Chrysler.

## Caractéristiques
Afin de faciliter son transport par avion cargo, la tourelle, pesant 15 t pouvait être détachée du châssis de 10 t.

### Mobilité
Une des particularités du TV-8 était d'avoir son moteur installé dans la tourelle, ce qui permettait de réduire la taille du châssis et donc son poids.
Pour la phase I du projet de char TV-8, Chrysler envisageait l'emploi d'un moteur V8 à essence conçu par Chrysler et développant une puissance de 300 ch. Ce dernier entraînait un générateur accouplé à l'avant du moteur. La puissance électrique était ensuite transmise par câbles à deux moteurs électriques installés à l'avant du châssis et actionnant chacun une chenille par l'intermédiaire d'un barbotin. Les réservoirs de carburants étaient installés dans le châssis, derrière les moteurs électriques.
D'autres alternatives au moteur à essence furent envisagées si le développement du char devait se concrétiser. On retrouvait parmi les alternatives un turbomoteur, un moteur à vapeur basée sur le cycle de Rankine et utilisant un carburant hydrocarboné et enfin, un réacteur nucléaire à eau pressurisée.
Pour les déplacements dans l'eau, le moteur actionnait un hydrojet installé dans la nuque de la tourelle..

### Équipage
L'équipage comportait un tireur et un pilote installés respectivement à droite et à gauche du canon de 90 mm. Le chef de char prenait place derrière le tireur tandis que le chargeur était assis derrière le pilote.
Afin d'améliorer la vision périphérique aux abords du char, un système de caméras relié à un télévision en circuit fermé était envisagé, il aurait également permis de protéger l'équipage du flash émis par l'explosion d'une arme nucléaire tactique.

### Armement
Le TV-8 était armé d'un canon à âme lisse T208 de 90 mm, les munitions de 90 mm étaient rangées dans une soute à l'arrière de la tourelle et séparée de l'équipage par une cloison en acier. Le chargeur était aidé dans sa tache par un refouloir actionné hydrauliquement. 
Le canon était entièrement solidaire de la tourelle et le pointage s'effectuait par la rotation ou l'élévation de celle-ci par l'intermédiaire de vérins hydrauliques.
Deux mitrailleuses coaxiales de 7,62 mm étaient montées dans la partie supérieure de la tourelle et le chef de char avait à sa disposition une mitrailleuse de 12,7 mm montée dans un tourelleau télé-opéré. 

### Protection
La tourelle consistait en un assemblage de tôles d'acier de forme biseautée recouvert d'un fin blindage rapporté formant une coque étanche. L'espace entre la coque externe et les tôles internes était suffisant pour atténuer la capacité de perforation des projectiles à charge creuse tels que les roquettes antichar et les obus à charge creuse.

## Dans la culture populaire
Dans le cinquième épisode de la série télévisée Loki intitulé Journey into Mystery, un TV-8 rouillé peut être aperçu à plusieurs reprises.